# Raoul Follereau

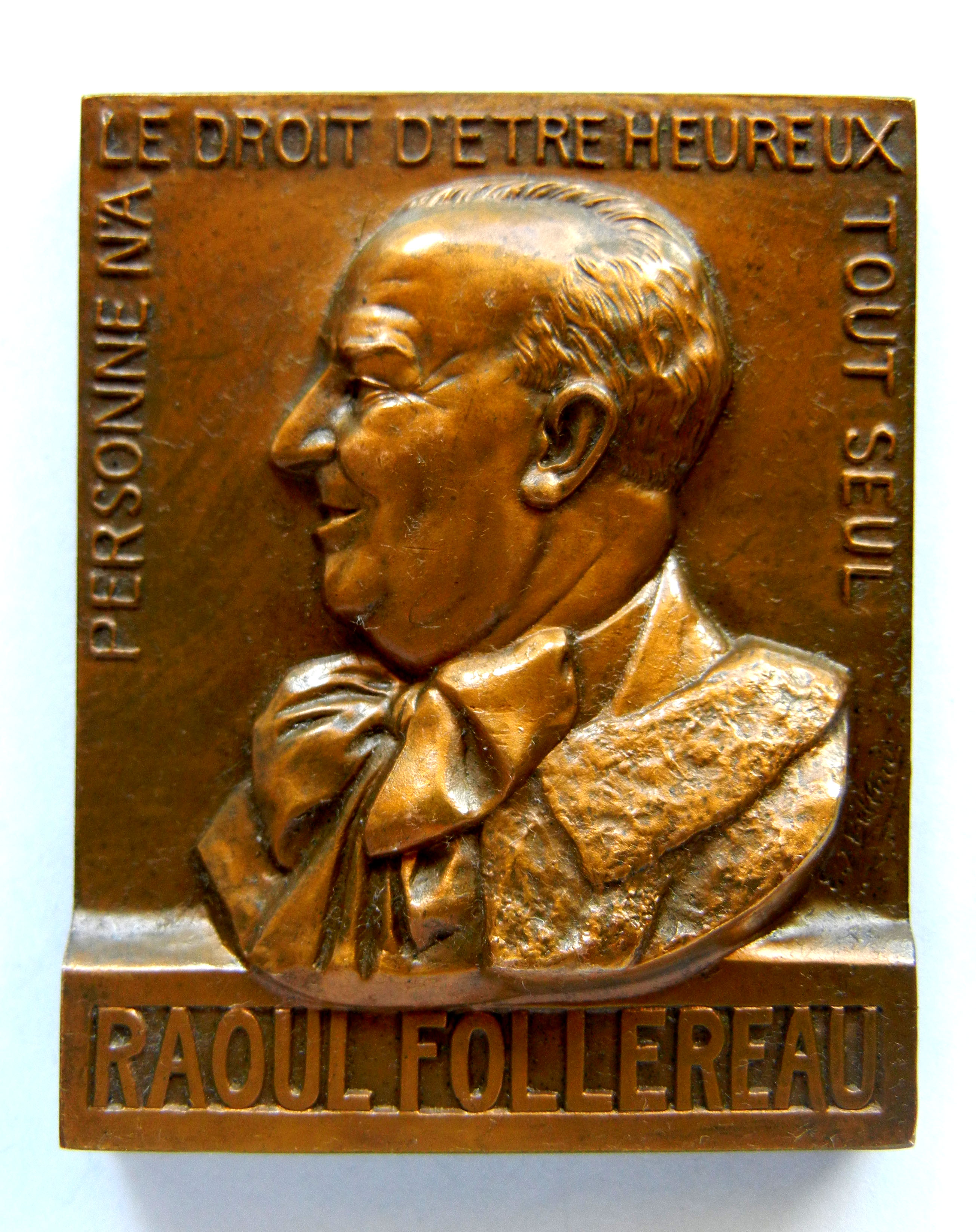
Raoul Follereau

Raoul Follereau (* 17. August 1903 in Nevers; † 17. Dezember 1977 in Paris) war ein französischer Schriftsteller und Journalist. Er gilt als „Apostel der Leprakranken“.

## Leben
Im Jahr 1942 lernte Follereau durch die Generaloberin der Schwestern Unserer Lieben Frau von den Aposteln das Schicksal von Leprakranken in der Elfenbeinküste kennen und widmete seitdem sein Leben der Bekämpfung dieser Krankheit. Im selben Jahr wurde durch seine Initiative im Département d’Adzopé das erste Dorf für Leprakranke aufgebaut.
1954 führte Raoul Follereau den Welt-Lepra-Tag ein. 1955 schrieb er Briefe an den US-amerikanischen Präsidenten Dwight D. Eisenhower und an den sowjetischen Ministerpräsidenten Georgi Maximilianowitsch Malenkow und bat sie, den Preis je eines Bombers für die Heilung von Leprakranken zur Verfügung zu stellen.
Raoul Follereau war ab 1925 mit Madeleine Boudou verheiratet.
Seit 1984 setzt die Raoul-Follereau-Stiftung seine Arbeit fort.

## Werke
- Geben Sie mir zwei Bomber … Ordre de la Charité, Paris um 1956, DNB 573107483.
- Revolution der Nächstenliebe. Aus dem Französischen von Liselotte Haertl. Herder, Freiburg i.Br. u. a. 1968, DNB 456637087.
- Allein kannst du nicht glücklich sein. 40 Jahre Kampf gegen den Egoismus. Aus dem Französischen von Roger Kayser. Herder, Freiburg i.Br. u. a. 1969, DNB 456637079.
- Schweiget nicht, um der Liebe willen. Aus dem Französischen von Hansjörg Ostertag. Fährmann, Wien 1972, ISBN 3-85077-044-3.
- Die Liebe treibt mich. Impulse für den Tag. Aus dem Französischen von Johann Hoffmann-Herreros. Grünewald, Main 1978, ISBN 3-7867-0701-4.